# Gabane
Gabane es una ciudad situada en el Distrito de Kweneng, Botsuana. Se encuentra a 15 km al oeste de Gaborone. Tiene una población de 15.237 habitantes, según el censo de 2011. Pertenece al área metropolitana de Gaborone.
Este pueblo es originalmente el hogar de la tribu BaMalete. Kgosi Mosadi Seboko es el jefe supremo y se encuentra en Ramotswa, la capital del pueblo Balete. La población anciana sigue trabajando mucho en la agricultura mientras que las generaciones más jóvenes están más urbanizadas.